# Acantholena hiemalis
Acantholena hiemalis is een vlinder uit de familie van de sikkelmotten (Oecophoridae). De wetenschappelijke naam van de soort werd als Eulechria hiemalis gepubliceerd in 1914 door Edward Meyrick.